# Melodifestivalen 1974
Melodifestivalen 1974 var den 15:e upplagan av musiktävlingen Melodifestivalen och samtidigt Sveriges uttagning till Eurovision Song Contest 1974. 
Finalen hölls i Studio 1 i TV-huset, Stockholm den 9 februari 1974, där melodin "Waterloo", framförd av gruppen Abba, vann, genom att ha fått högst totalpoäng av jurygrupperna. För andra året i rad hölls tävlingen i TV-huset istället för i en större arena och till skillnad mot åren 1961–1973 finns denna sändning bevarad i Sveriges Televisions arkiv, vilket gör att det är den näst äldsta sändningen som har bevarats. Denna final har bland annat sänts i repris i TV-programmet Minnenas television. Efter att expertjurysystemet fått kritik året innan beslöt Sveriges Radio-TV att återinföra svenska städer som jurydistrikt och lät för första gången vanliga medborgare sitta med i dessa juryer.
Waterloo fick sedan representera Sverige i ESC 1974 som hölls i Brighton i Storbritannien den 6 april 1974. 

## Tävlingsupplägg[1]
Precis som året innan bjöd Sveriges Radio-TV in kompositörer i förväg som skrev bidragen till de tio artisterna. Kort innan själva finalkvällen spelades samtliga tio bidrag upp i TV-programmet Sveriges magasin, där gruppen/sångkvartetten Ajax, som bestod av Beverly Glen, Peter Lundblad, Karin Stigmark och Göran Wiklund, framförde alla bidragen live. Den gruppen kom sedan att bli bakgrundskör under finalkvällen. 
Efter klagomål året innan angående den expertjury som skulle utse vinnaren, valde man att slopa den juryn och återinföra regionala jurygrupper som skulle rösta fram vinnarlåten. I dessa jurygrupper blandade man musikexperter och vanligt folk, vilket blev första gången som vanligt folk fick sitta med i juryn och därmed få en mindre beslutsrätt i vilket bidrag som skulle bli Sveriges representant. Senast folket hade fått vara med och bestämma var i semifinalerna år 1971 genom poströster. Vid sidan om tävlingen fick tittarna skicka in vykort med sina favoriter och därmed vara med i en utlottning om tre kassettbandspelare i slutet av sändningen från Melodifestivalen. Det här året genomfördes ingen radiosändning.

### Övrigt
- Östen Warnerbring, som medverkat sex gånger tidigare i Melodifestivalen, gjorde sitt sjunde och sista framträdande som tävlande artist det här året.
- För första gången på många år fick en artist framföra två bidrag. Det var Göran Fristorp som först framförde en låt solo och sedan en annan låt i duett med Sylvia Vrethammar.
- Under sändningen fastnade Lars Berghagen med sladden till sin gitarr på scenen. Innan han började sjunga sade han i mikrofonen "Jag har fastnat, men det gör inget, jag står bra!".

### Återkommande artister
| Artist                                                             | Tidigare år (med placering) (Melodifestivalen)                                              | Tidigare år (med placering) (ESC) |
| ------------------------------------------------------------------ | ------------------------------------------------------------------------------------------- | --------------------------------- |
| Björn & Benny, Agnetha & Anni-Frid (numera Abba)                   | 1973 (3:a)                                                                                  | –                                 |
| Glenmarks (Anders, Bruno & Karin Glenmark, samt Ann-Louise Hanson) | 1973 (4:a)                                                                                  | –                                 |
| Göran Fristorp (Delvis duett med Sylvia Vrethammar)                | 19731 (1:a)                                                                                 | 19731 (5:a)                       |
| Inger Öst                                                          | 1969 (8:a)                                                                                  | –                                 |
| Lasse Berghagen                                                    | 1973 (7:a)                                                                                  | –                                 |
| Sylvia Vrethammar (Duett med Göran Fristorp)                       | 1971 (-), 1972 (10:a)                                                                       | –                                 |
| Östen Warnerbring                                                  | 1959 (4:a, 5:a), 1960 (1:a, 2:a), 1962 (4:a, 6:a), 1967 (1:a, 2:a), 19682 (5:a), 1972 (2:a) | 1967 (8:a)                        |

1 Tävlade som en del av gruppen Malta (som fick namnändras till Nova i Eurovision Song Contest).
2 I duett med Svante Thuresson.

## Finalkvällen
Finalen av festivalen 1974 sändes den 9 februari 1974 från Studio 1 i TV-huset i Stockholm. Johan Sandström var programledare och Lars Samuelson var kapellmästare. Under Lena Ericssons framförande dirigerade Mats Olsson, under Abba:s framförande Sven-Olof Walldoff, utklädd till Napoleon, under Sylvia Vrethammars och Göran Fristorps framförande Lars Bagge samt under Glenmarks framförande Bengt-Arne Wallin.
För första gången sedan 1969 avgjordes finalen med hjälp av elva regionala jurygrupper runt om i landet. Varje jurygrupp innehöll femton personer, i åldrarna 16-60 år. Varje jurymedlem delade sedan ut tre poäng till sin favoritlåt, två poäng till den näst bästa låten och en poäng till den tredje bästa låten. Övriga bidrag gavs noll poäng. Den totalsumma som varje bidrag fått internt inom varje jurygrupp var sedermera den summa som bidraget fick av jurygruppen. Totalt 90 poäng delades ut per jurygrupp.

### Startlista
| Nr | Artist                             | Låt                            | Upphovsmän (Text & musik)                                    | Dirigent           |
| -- | ---------------------------------- | ------------------------------ | ------------------------------------------------------------ | ------------------ |
| 1  | Lena Ericsson                      | En enda jord                   | Håkan Elmquist (tm)                                          | Mats Olsson        |
| 2  | Östen Warnerbring                  | En mysig vals                  | Östen Warnerbring (t), Bengt Hallberg (m)                    | Lars Samuelson     |
| 3  | Göran Fristorp                     | Jag minns dej nog              | Stig "Slas" Claesson (t), Georg Riedel (m)                   | Lars Samuelson     |
| 4  | Titti Sjöblom                      | Fröken Ur sång                 | Torgny Söderberg (tm)                                        | Lars Samuelson     |
| 5  | Abba                               | Waterloo                       | Stikkan Anderson (t), Benny Andersson (m), Björn Ulvaeus (m) | Sven-Olof Walldoff |
| 6  | Lasse Berghagen                    | Min kärlekssång till dig       | Lasse Berghagen (tm)                                         | Lars Samuelson     |
| 7  | Inger Öst                          | En grön dröm om mig            | Bitte Carlgren (t), Bo Carlgren (t), Bo Sylvén (m)           | Lars Samuelson     |
| 8  | Sylvia Vrethammar & Göran Fristorp | En dröm är en dröm             | Lars Bagge (t), Lars Färnlöf (m), Curt Peterson (m)          | Lars Bagge         |
| 9  | Lena Bergqvist                     | Den sista sommar'n av mitt liv | Lena Bergqvist (t), Björn Isfält (m)                         | Lars Samuelson     |
| 10 | Glenmarks                          | I annorlunda land              | Anja Notini-Wallin (t), Bengt-Arne Wallin (m)                | Bengt-Arne Wallin  |

### Poäng och placeringar
| Nr | Låt                            | Luleå | Falun | Karlstad | Göteborg | Umeå | Örebro | Norrköping | Malmö | Sundsvall | Växjö | Stockholm | Summa | Plac. |
| -- | ------------------------------ | ----- | ----- | -------- | -------- | ---- | ------ | ---------- | ----- | --------- | ----- | --------- | ----- | ----- |
| 1  | En enda jord                   | 10    | 20    | 15       | 6        | 11   | 10     | 30         | 21    | 15        | 24    | 23        | 185   | 3     |
| 2  | En mysig vals                  | 5     | -     | -        | -        | -    | -      | -          | 4     | 1         | -     | -         | 10    | 10    |
| 3  | Jag minns dej nog              | 7     | -     | -        | 1        | -    | 2      | -          | -     | -         | -     | 6         | 16    | 7     |
| 4  | Fröken Ur sång                 | 12    | 18    | 19       | 14       | 14   | 20     | 10         | 12    | 7         | 15    | 7         | 148   | 4     |
| 5  | Waterloo                       | 26    | 27    | 24       | 35       | 41   | 26     | 34         | 16    | 32        | 24    | 17        | 302   | 1     |
| 6  | Min kärlekssång till dig       | 26    | 21    | 20       | 25       | 17   | 18     | 12         | 14    | 22        | 18    | 18        | 211   | 2     |
| 7  | En grön dröm om mig            | 2     | 1     | 9        | 3        | 4    | 9      | 4          | 11    | 9         | 3     | 6         | 61    | 5     |
| 8  | En dröm är en dröm             | 1     | -     | -        | 5        | -    | 1      | -          | 9     | 3         | 4     | 8         | 31    | 6     |
| 9  | Den sista sommar'n av mitt liv | -     | -     | 2        | -        | 3    | 4      | -          | -     | -         | -     | 2         | 11    | 9     |
| 10 | I annorlunda land              | 1     | 3     | 1        | 1        | -    | -      | -          | 3     | 1         | 2     | 3         | 15    | 8     |

### Juryuppläsare
- Luleå: Åse Guldbrandsen
- Falun: Lars Ramsten
- Karlstad: Ulf Schenkmanis
- Göteborg: Kåge Sigurth
- Umeå: Gösta Dahlgren
- Örebro: Maud Nylin
- Norrköping: Larz-Thure Ljungdahl
- Malmö: Bengt Grafström
- Sundsvall: Johan Segerstedt
- Växjö: Sven-Olof Olsson[särskiljning behövs]
- Stockholm: Göran Gustafsson

## Eurovision Song Contest
Storbritannien fick stå värdland eftersom det för tredje gången uppstod en situation där föregående års vinnare, Luxemburg, inte hade råd att arrangera två år i rad. Föregående års tvåa, Spanien, hade heller inte råd att arrangera vilket gjorde att trean Storbritannien tog på sig den rollen. Tävlingen förlades till Brighton den 6 april 1974. Totalt kom sjutton länder till start då Frankrike avstod tävlan (på grund av att landets president Georges Pompidou nyligen avlidit och att dennes begravning skulle hållas samma dag som ESC-finalen var) samtidigt som Grekland gjorde debut. Tre av de tävlande länderna, Italien, Monaco och Norge, hade representanter som tävlat tidigare år i Eurovisionen.
Poängsystemet förändrades det här året till att varje land hade tio medlemmar som vardera gav en poäng till sin favorit. Den klumpsumma som gavs blev således landets poäng och det gjorde att poängen kunde skiljas åt en hel del. 
Sverige startade som nummer åtta (av sjutton länder) och slutade efter juryomröstningen på första plats med 24 poäng. Därmed hade Sverige fått sin första vinst, efter totalt femton försök. Tvåa blev Italien med 18 poäng följt av Nederländerna på 15 poäng. Poängsystemet som användes det här året blev krångligt för TV-tittarna att hänga med på, i och med att länderna delade ut sina poäng i en slumpmässig ordning. Slumpsystemet togs bort till året därpå, men återinfördes år 2006. Till året efter skärpte EBU till systemet och införde ett nytt system som blev ett standardsystem, ett system som används än idag.